# Baran Sourea
Baran A Koung Sourea, född 30 december 2005, är en volleybollspelare (center). Hon spelar med Kameruns landslag och deltog med dem i VM 2022. 